# Little Shop of Horrors (musikal)
Little Shop of Horrors är en musikal baserad på filmen med samma namn. Den hade premiär 1982 i New York.

## Handling
Musikalen handlar om den unge floristen Seymour som får tag i en märklig planta, som egentligen är en utomjording. Han döper den till Audrey II, efter sin hemliga kärlek Audrey. Plantan lockar många besökare till hans butik, men den har en mörk sida, den lever på människoblod, vilket leder till att Seymour, för att upprätthålla butikens popularitet, börjar döda människor för att föda Audrey II.

## Uppsättningar utanför USA
Musikalen har spelats i Sverige flera gånger. Den svenska premiären ägde rum 1984 på Riksteatern med titeln En fasansfull affär. I rollerna återfanns Sölve Dogertz, Gösta Bernhard, Maria Granlund, Stig Engström, Eva Mutvei, My Holmsten och Ragnhild Sjögren. Rösten till plantan Audrey II gjordes av Pierre Isacsson. Bernhard stod även för översättningen.
På Chinateatern i Stockholm 1995 spelades Seymour av Björn Kjellman, Charlotte Strandberg gjorde rollen som hans drömtjej Audrey, medan Jan Åström satt gömd under scenen och gav röst åt den köttätande plantan. Claes Malmberg fick mycket beröm för rollen som den sadistiske tandläkaren Orin.
Little Shop of Horrors blev även en stor succé på Östgötateatern i Norrköping-Linköping 1998, där Karl Dyall och Anki Albertsson spelade huvudrollerna. Mats Huddén gjorde rösten till Audrey II och Jörgen Mulligan uppenbarade sig i sju olika roller bland annat som tandläkaren Orin.
Hösten 2007 sattes Little shop of horrors upp på Halmstads Teater med bl.a. Thomas Pettersson, Jessica Andersson, Sven Melander och Mikael Tornving i spetsen.
Våren 2014 sattes musikalen ännu en gång upp på Ritz i Arvika. Denna produktion gjordes i samarbete Musikhögskolan Ingesund där studenter stod för agerande och musik. I rollerna sågs bl.a. Magnus Lundén, Julie Victora Ærø, Hanna Elfsberg och Fredrik Essunger samt Hanna Lindh som dirigent.
Våren 2019 sattes Little Shop of Horrors upp på Göteborgs stadsteater.
På Åbo Svenska Teater 1990 i regi av Torsten Sjöholm spelades Seymour av Riko Eklundh.

## Hänvisningar
1. ↑  http://littleshopofhorrors.se Arkiverad 16 maj 2017 hämtat från the Wayback Machine.